# Udev
udev est un gestionnaire de périphériques remplaçant devfs dans le noyau Linux depuis la version 2.6. Sa fonction principale est de gérer les périphériques dans le répertoire /dev.
udev s'exécute en mode utilisateur et écoute le socket netlink (en) pour communiquer avec le noyau.

## Caractéristiques deudev
Contrairement au système traditionnel de gestion de périphériques sous Linux, qui utilisait un ensemble statique de nœuds de périphériques, udev fournit dynamiquement des nœuds seulement pour les périphériques réellement présents sur le système.

## Auteurs
udev a été développé par Greg Kroah-Hartman en collaboration avec Dan Stekloff, Kay Sievers, ainsi que de nombreuses autres personnes.